# تروفافلوكساسين
تروفافلوكساسين (Trovafloxacin) (الذي يباع باسم Trovan بواسطة فايزر وTurvel بواسطة ALMIRALL LABORATORIOS) مضاد حيوي واسع الطيف من زمرة الكوينولونات،. تم سحبه من الأسواق بسبب الخطر الذي يسبب على الكبد.

## الاستعمال الطبي
التروفافلوكساسين Trovafloxacin هو مضادٌّ حيويٌّ antibacterial من فئة الكوينولونات Quinolones.
يُعطى الدَّواءُ عن طَريق الفَم أو الوَريد في الالتِهابِ الرِّئوي المُكتَسَب في المجتمَع Community-acquired pneumonia. كما يُعطى في حالاتٍ أخرى. يستخدم هذا الدواء لعلاج الالتهابات الخطيرة المهددة للحياة.

## آلية العمل
يَعملُ التروفافلوكساسين على قَتل الجَراثيم التي تُسبِّب العدوى. ويفعل ذلك عن طريق تثبيط إنزيم يُسمَّى غيراز gyrase الحمض النَّووي الجُرثومي. ويشارك هذا الإنزيمُ في تكرُّر وإصلاح المادَّة الوراثيَّة (الدي أن إيه DNA) للجَراثيم؛ فإذا كان هذا الإنزيمُ لا يعمل، لا يمكن للجَراثيم إعادةَ إصلاح نفسها أو الانقسام والتَّكاثر، وبهذا يكافح الدَّواءُ العدوى الجُرثوميَّة ويُوقفها.

## الآثار الجانبية
مقيد استخدام تروفافلوكساسين Trovafloxacin بشكل كبير نظرا لإمكاناته الهائلة في المسؤولية عن التاثيرات الخطيرة، تلف الكبد القاتل في بعض الأحيان.
- قد يسبب الدوخة، والغثيان، وتغير في حاسة الذوق، أو الصداع .
- نادراً: القيء، الإسهال، آلام في المعدة والبول الداكن، اصفرار الجلد أو والعينين .
- من المستبعد جدا: زيادة ألم في الصدر، سرعة ضربات القلب بشكل غير عادي، التهاب الحلق أو الحمى المستمرة، ضعف العضلات، تشنجات أو تورم الأوتار (على سبيل المثال، الكتف، اليد الأوتار في الكاحل)، النزف أو الكدمات،
- الحساسية من الشمس (حروق الشمس).
- تغيرات في المزاج ، مشاكل في الرؤية، زيادة العطش أو الجوع، تغيرات في كمية البول.
- أعراض حساسية تشمل: طفح جلدي، حكة، تورم، والإغماء، صعوبة في التنفس.

## الخلاف

### التجارب السريرية النيجيرية
في عام 1996 أثناء وباء التهاب السحايا في كانو، نيجيريا، تم إعطاء الدواء إلى ما يقرب من 200  من الأطفال المصابين. توفي أحد عشر طفلا في التجربة: خمسة بعد أخذ Trovan وستة بعد أخذ المضادات الحيوية القديمة المستخدمة للمقارنة في التجارب السريرية. أصيب الآخرين بالعمى والصمم وتلف المخ، sequalae الشائع على التهاب السحايا التي لم تشاهد عند المرضي المعالجين بتروفافلوكساسين لأنواع العدوى الأخرى. في تحقيق أجرته صحيفة واشنطن بوست خلصت إلى أن فايزر قد أعطت الدواء كجزء من تجربة سريرية غير مشروعة دون الحصول على إذن من الحكومة النيجيرية أو الموافقة من آباء وأمهات الأطفال.

## الجرعة وطريقة الاستعمال
- يُعطى عن طريق الفم بالضبط حسب توجيهات الطبيب، وعادة مرة واحدة يوميا مع أو بدون الطعام.
- الدوار هو أقل احتمالا إذا أخذ هذا الدواء في وقت النوم أو مع الطعام.
- ينبغي أخذ هذا الدواء على الأقل قبل ساعتين أو بعد ساعة من مضادات الحموضة التي تحتوي على المغنيسيوم أو الألومنيوم، وكذلك سكرالفيت، الليمون الحامض سترات / الصوديوم والفيتامينات أو المعادن التي تحتوي على الحديد.
- عندما يتم إعطاء المورفين عن طريق الوريد، ينبغي انتظار ما لا يقل عن 2 إلى 4 ساعات بعد تروفافلوكساسين.

## التخزين
- يُحفَظ الدَّواءُ في دَرجَة حَرارة الغُرفَة.
- يُحفَظ الدَّواءُ بَعيداً عن الضَّوء.
- تُحفَظ الأقراص بَعيداً عن الرُّطوبة، ولا يجري تَخزينُها في الحمَّام أو المطبخ.
- تُحفَظ الحقنُ حسب إرشاداتِ مُقدِّم الرِّعاية الصحِّية.